# فرنسيسكو أنخيل سوريانو سان مارتن
فرنسيسكو أنخيل سوريانو سان مارتن (بالإسبانية: Francisco Ángel Soriano)‏ هو لاعب رماية إسباني، ولد في 28 مارس 1949.

## روابط خارجية
- فرنسيسكو أنخيل سوريانو سان مارتن على موقع Paralympic.org (الإنجليزية)
- فرنسيسكو أنخيل سوريانو سان مارتن على موقع اللجنة البارالمبية الإسبانية (الإسبانية)